# Гентская консерватория
Гентская королевская консерватория (нидерл. Koninklijk Conservatorium Gent) — бельгийская консерватория, расположенная в Генте, с преподаванием на нидерландском языке. Основана в 1835 году. C 1995 года работает в составе Высшей школы Гента (нидерл. Hogeschool Gent).

## Руководители консерватории
- Мартен Жозеф Мангаль (1835—1851)
- Жан Жак Андрис (1851—1871)
- Адольф Самуэль (1871—1898)
- Эмиль Матьё (1898—1924)
- Мартин Лунссенс (1924—1936)
- Жюль Туссен Де Суттер (1936—1954)
- Леон Торк (1954—1968)
- Габриэль Вершраген (1968—1981)
- Йохан Хёйс (1982—1996)
- Ян Риспенс (1997—2009)
- Мартен Вейлер (2009—2011)

## Известные выпускники
- Жюльен Блитц
- Франсуа Геварт
- Хулиан Каррильо
- Филипп Херревеге

## Известные преподаватели
- Михаил Безверхний
- Матьё Крикбом
- Жан Лоран
- Жорж Октор
- Михаил Кугель